# Xenia schenki
Xenia schenki is een zachte koraalsoort uit de familie Xeniidae. De koraalsoort komt uit het geslacht Xenia. Xenia schenki werd in 1933 voor het eerst wetenschappelijk beschreven door Roxas. 